# Storia dei responsa nell'ebraismo

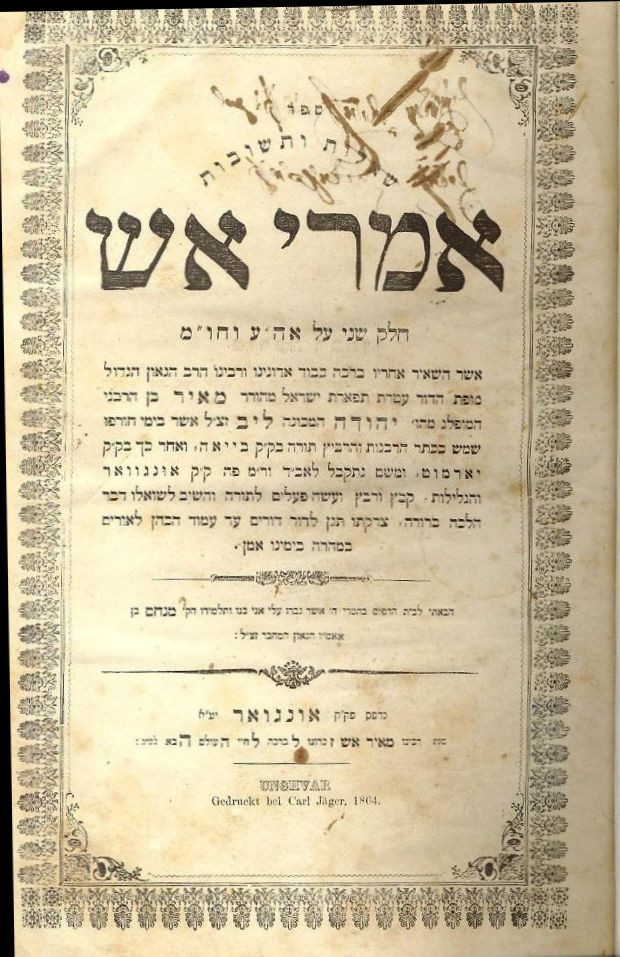
Responsa Maharam Esh, Ungvár 1864

La storia dei responsa nell'ebraismo copre un periodo di 1700 anni. I responsa rabbinici costituiscono una categoria speciale di letteratura rabbinica, differendo in forma, ma non necessariamente nei contenuti, dai commentari rabbinici dedicati all'esegesi della Bibbia ebraica, della Mishnah, del Talmud e della Halakha (i codici della legge religiosa ebraica). I codici stessi contengono le regole dei quotidiani incidenti della vita. La letteratura dei responsa copre tutte quelle occasioni/materie dove una normativa risulta necessaria per attenersi alle mitzvot di condotta ebraica. Il modo, lo stile e la materia stessa sono cambiate in funzione dei viaggi diasporici del popolo ebraico e dello sviluppo di altra letteratura halakhica, in particolare dei codici.

## Era talmudica
1. Zugot
2. Tannaim
3. Amoraim
4. Savoraim
5. Gaonim
6. Rishonim
7. Acharonim

I responsa dei primi cinque secoli non sono contenuti in opere specifiche: sono infatti sparsi nelle scritture di entrambi i Talmud (il Talmud babilonese, o Bavli, e il Talmud gerosolimitano, o Yerushalmi). Opere dedicate specialmente ai responsa appaiono per la prima volta nel periodo post-talmudico. Molti responsa sono andati perduti, ma quelli esistenti ammontano a centinaia di migliaia, in circa mille raccolte conosciute.

### Era pre-mishnaica
Non si conoscono responsa in esistenza prima della Mishnah (200 e.v.): è in dubbio se ne siano stati scritti prima di questo periodo. Una tradizione sostiene che nessuna halakhah (legge) dovrebbe essere scritta (cfr. Torah orale). Anche quando la riluttanza a mettere per iscritto le sentenze halakhiche divenne obsoleta, le lettere di carattere giuridico potevano essere scritte solo nei casi in cui le leggi potevano parimenti essere ridotte a scrittura. Mentre prevaleva la regola che nessuna legge doveva essere scritta, nessuna comunicazione di contenuto legale veniva fatta per mezzo di lettere. Le questioni erano solitamente comunicate oralmente, o proposte all'accademia da un insegnante, che trasmetteva la risposta e la decisione di bocca in bocca, oralmente. La rarità delle lettere su problemi legali nell'era tannaitica (periodo coperto dalla Mishnah), può essere visto da un passaggio della Tosefta (Terumot II. 13 ), in cui si afferma che Rabbi Gamaliele segretamente inviò un messaggero con la risposta ad una questione, perché, desiderando mantenere la sua decisione segreta, probabilmente avrebbe inviato appunto una lettera, se tali risposte in questa forma fossero state la consuetudine in quel tempo.

### Era mishnaica
Nel periodo tannaitico (100 p.e.v. al 200 e.v.) le dichiarazioni, le pubblicazioni, i contributi relativi al calendario e le notifiche, erano gli unici documenti regolarmente messi per iscritto. D'altra parte, non si può positivamente affermare che nessuna sentenza giuridica o risoluzione esegetica fosse data per iscritto prima del completamento della Mishnah: alcune eccezioni furono sicuramente fatte.

### Nel Talmud
Subito dopo il completamento della Mishnah, quando il divieto o la riluttanza nel mettere per iscritto le halakhot erano in gran parte scomparsi, la letteratura dei responsa cominciò ad apparire, con tracce conservate anche nel Talmud. Spesso le questioni venivano risolte da una sola lettera, come fu successivamente il caso con i Geonim, che si scambiarono una serie di responsa. Le risposte furono firmate da allievi e colleghi: in tal modo, a rigore, i responsa vennero in realtà emessi da un consiglio.
Con l'inizio del terzo secolo dell'era volgare, i responsa cominciano ad apparire frequentemente nelle lettere da Babilonia a Israele. Per la fine del terzo secolo la corrispondenza tra Israele e Babilonia era diventata più attiva e i responsa da uno all'altro erano diventati molto più numerosi. Queste sentenze da parte dei rabbini in Israele sembrano essere stati considerati come autorevoli e da obbedire: per esempio, una minaccia fu fatta a Rabbi Judah ben Ezekiel, capo dell'Accademia di Pumbedita, in merito ad una lettera che gli sarebbe stata portata dall'"Occidente" (cioè, da Israele) per annullare una sua decisione (Talmud, Trattato Bava Batra 41b  (HE) ). In un'altra occasione, un altro insegnante protestò in simile maniera contro una decisione di Rabbi Judah e lo ammonì che egli stesso avrebbe prodotto una lettera ricevuta dall'Occidente, che lo contestava (Talmud, Shevu'ot 48b ); la stessa esperienza accadde al rabbino Mar Ukva (Talmud, Sanhedrin 29a ).

## IGeonim
Durante il periodo gaonico (650-1250 e.v.), le scuole di Babilonia erano i principali centri di cultura ebraica; i Geonim, capi spirituali di queste scuole, erano riconosciuti come le più alte autorità in materia di Legge ebraica. Nonostante le difficoltà che ostacolavano le comunicazioni irregolari del periodo, anche gli ebrei che vivevano nei paesi più lontani inviavano le loro domande riguardanti la religione e la legge a questi funzionari in Babilonia. Negli ultimi secoli del periodo gaonico, dalla metà del X secolo alla metà dell'XI secolo, la loro supremazia decadde, poiché lo studio del Talmud fu approfondito in altre terre. Gli abitanti di queste regioni a poco a poco cominciarono a presentare le loro domande ai responsabili delle scuole dei rispettivi paesi. Alla fine praticamente cessarono di inviare le loro questioni ai Geonim babilonesi, cosicché durante questo periodo i responsa di eminenti rabbini di altre nazioni apparvero fianco a fianco con sentenze gaoniche.

### Caratteristiche
- I responsa gaonici sono scritti in tre lingue, ebraico, aramaico e arabo. Nel periodo più antico l'aramaico, la lingua della Ghemara, prevalse in maniera esclusiva, ma a metà del IX secolo l'ebraico cominciò ad apparire in parallelo nei vari responsa. Questa innovazione fu dovuta, da un lato, allo studio della lingua ebraica, che si era diffusa attraverso circoli rabbinici a seguito del movimento caraita, e dall'altro, al fatto che le sentenze dei Geonim furono inviate in terre lontane, dove gli abitanti non conoscevano l'aramaico; divenne quindi necessario scriverli in ebraico, la lingua della Mishnah. Quando l'arabo divenne la lingua prevalente degli ebrei, le domande furono spesso rivolte ai Geonim in quella lingua, al che gli studiosi delle accademie usarono la stessa lingua per rispondere.[3]
- Alcuni dei responsa che sono sopravvissuti, sono nella loro forma originale, mentre altri esistono solo in estratti. La prima collezione apparve, insieme a brevi sentenze gaoniche, a Costantinopoli nel 1516 con il titolo Halakot Pesukot min ha-Geonim ("Brevi Sentenze dei Geonim") e nel 1575 un altro corpus, dal titolo She'elot u-Teshubot mi ha-Geonim, fu pubblicato nella stessa città. A Salonicco nel 1792, Nissim ben Hayyim curò una raccolta di responsa gaonici col titolo Shaare Tzedek ("Porte della giustizia"), che contiene 533 responsa organizzati per materia e un indice del redattore. Nella maggior parte di questi responsa il nome dell'autore viene citato e molti sono riprodotti nella loro forma originale con le rispettive conferme e disquisizioni talmudiche.[3]
- Il responsa sono caratterizzati da uno stile letterario più sviluppato di quelli in epoca talmudica. Il Talmud era già stato completato e la sua autorità riconosciuta, ed era quindi accessibile agli studiosi. Con una conoscenza accurata del Talmud, gli studiosi potevano dedurre per conto loro le decisioni per ogni caso che si presentava. Anche nei casi in cui l'interrogante non era versato nel Talmud ed il responsum richiedeva di fornire solo una breve decisione sul caso in esame, la sentenza non era di solito un semplice "sì" o "no", "permesso" o "proibito" , ma era generalmente consuetudine degli studiosi che preparavano i responsa di citare un passo del Talmud a sostegno o prova delle loro decisioni, o di controbattere ogni possibile opposizione anticipandone una confutazione. Molte di queste domande hanno una scarsa utilità pratica, ma sono concentrate sulla corretta spiegazione di passi del Talmud.[3]

### PrimiGeonim
Nei giorni dei primi Geonim, la maggior parte delle domande poste loro venivano inviate solo da Babilonia e dalle terre vicine, dove gli abitanti avevano più o meno familiarità con il Talmud e potevano visitare le accademie nei mesi di Kallah per ascoltare le spiegazioni talmudiche di studiosi importanti. Le domande, che erano presentate per iscritto, erano quindi limitate ad uno o più casi specifici, mentre il relativo responsum dava in forma breve la necessaria decisione e la rispettiva ragione, insieme alla citazione di un caso talmudico analogo e una confutazione di possibili obiezioni..

### Geonimsuccessivi
Più discorsivi erano i responsa dei Geonim successivi, dopo la prima metà del IX secolo, quando le domande cominciarono ad essere inviate da regioni più lontane, dove gli abitanti avevano meno familiarità con il Talmud anche se lo possedevano, ed erano meno in grado di visitare le accademie babilonesi, uniche sedi di apprendimento talmudico. Difficoltà talmudiche erano spesso oggetto di queste richieste.
I Geonim successivi non si limitarono alla Mishnah e Talmud, ma usarono le decisioni ed i responsa dei loro predecessori, i cui detti e tradizioni erano generalmente considerati autorevoli. Questi responsa dei Geonim posteriori erano spesso saggi su temi talmudici e dal momento che una sola lettera spesso rispondeva a molte domande, spesso diventava lunga come un libro. Le lettere dei Geonim che, per la maggior parte, contenevano risposte a molti problemi, assunsero una forma definita e ufficiale. Iniziavano con la dichiarazione che le domande erano state correttamente ricevute, lette e considerate, e che le corrispondenti risposte erano state date in presenza del Gaon e con la sua approvazione.

## IRishonim
Con il declino del gaonato nella prima metà dell'XI secolo, gli ebrei di diversi paesi persero le autorità spirituali centrali che avevano fino ad allora dato loro decisioni in difficili problemi. Da allora l'appello in questioni religiose e legali doveva essere presentato alle autorità rabbiniche (posek) del proprio paese o di un paese vicino, cosicché le richieste inviate in questo periodo a Babilonia furono rare ed eccezionali.

### Caratteristiche
- Le domande non erano affatto limitate a problemi pratici, ma molte erano di natura teorica, nel caso in cui l'interpretazione di un passo halakico o aggadico del Talmud fosse oggetto di indagine. Nella loro discussione dei problemi teorici, i responsa degli studiosi sefarditi sono degni di nota per il profondo spirito scientifico che li permea, molto più di quelli della scuola francese. Anche in responsa che sono di contenuto pratico, si può tracciare una distinzione tra le due scuole.[3]
- I responsa dell'epoca pervenivano da diversi paesi e da scuole aventi differenti tendenze, che dimostravano quindi la posizione e il tipo di vita spirituale in generale e di apprendimento talmudico in particolare, dal momento che tutti questi fattori avevano prevalso nei diversi paesi in quel periodo. Particolarmente degna di nota è la divergenza tra la scuola francese e la scuola spagnola (sefardita) nella seconda metà del XII secolo. Nella maggior parte, le sentenze di questo periodo ricevono la loro base o la loro conferma da un passaggio del Talmud e in questa motivazione la differenza tra l'esegesi francese e quella spagnola è chiaramente dimostrata. La scuola spagnola era la più logica e si sforzava di essere breve e lucida nella deduzione delle sue sentenze estratte dal Talmud, mentre la scuola francese era più dialettica e spesso dava libero sfogo alla casistica a spese della chiarezza.[3]

### XI secolo
- Il principale rappresentante della scuola francese dell'XI secolo Solomon ben Isaac (detto il Rashi) e molti dei suoi responsa sono stati conservati nel "Pardes" e nell'opera del suo discepolo intitolata Mahzor Vitry. Le sue decisioni sono scritte in ebraico, senza formule introduttive o conclusive, sebbene una frase interessante, che è sua peculiare ed è apparentemente inventata da lui, si verifica una volta: "Al sottoscritto è stato chiesto se... così ho sentito dai miei maestri e quindi la mia opinione è similmente incline..." - la sentenza viene seguita dalla firma "Salomone b. Isaac" senza alcuna formula conclusiva.[3][7]
- Il capo della Scuola Spagnola nello stesso secolo fu Isaac Alfasi, che ha lasciato molti responsa, con un'intera raccolta stampata a Livorno nel 1780, col titolo She'elot u-Teshubot ha-RIF (=Rabbi Isaac Alfasi). Queste decisioni sono scritte in arabo e furono presto tradotte in ebraico, poiché allora esistenti solo in questa lingua.[3]

### XII secolo
- I rappresentanti principali della scuola francese del XII secolo furono Jacob Tam, Abraham Ben David di Posquières e Eliezer Ben Nathan di Magonza.[3]
  - I responsa di Rabbi Tam sono contenuti nel suo "Sefer ha-Yashar" come anche nelle opere di altre autorità, come Meir di Rothenburg e Mordechai Ben Hillel, "il Mordecai".[3]
  - I responsa di Eliezer Ben Nathan, contenuti nel suo "Even ha-Ezer", sono in parte di carattere esegetico e in parte dedicati a decisioni pratiche.[3]
  - I responsa di Abraham Ben David sono inclusi nelle raccolta intitolata "Tummat Yesharim" o "Temim De'im" (Venezia, 1622).[8] Particolarmente degna di nota è la sua ingiunzione che la legge ebraica obbliga gli ebrei a seguire le regole della terra, cioè di ottemperare alle leggi del governo secolare dove si trova a vivere la comunità ebraica. Questa sentenza si basa sul detto talmudico: "La legge della terra è valida" (ib. responsum nr. 50).[3]
- I rappresentanti principali della scuola spagnola del XII secolo furono Joseph ibn Migash me Maimonide. I responsa di ibn Migash includono sia decisioni pratiche sia spiegazioni di passi difficili della Mishnah e del Talmud, il primo gruppo scritto in arabo e poi appunto tradotto in ebraico, mentre la maggior parte della seconda categoria venne composta dall'autore stesso nell'ebraico idiomatico talmudico.[3]

### XIII secolo
In questo periodo scomparve la differenza tra le forme di responsa spagnoli e franco-tedeschi. Da un lato, lo spirito scientifico della scuola spagnola era parzialmente entrato nelle accademie della Francia meridionale e, dall'altro, il dialettismo dei rabbini francesi aumentò costantemente la sua influenza in Spagna.
- I rappresentanti principali dei responsa spagnoli del XIII secolo furono Nahmanide (Rabbi Moshe ben Nahman), Rabbi Shlomo ben Aderet e Rabbi Nissim ben Reuben di Gerona.[3]
  - Pochi responsa di Nahmanide sono stati conservati. Quelli che ancora esistono sono contenuti in un'opera intitolata "She'elot u-Teshubot" (Venezia, 1523; Zolkiev, 1798), nella quale sono inclusi gran parte dei responsa di Solomon ben Adret. Gli pervennero domande delle comunità più lontane: il suo numero di responsa ammonta a circa tremila e nei contenuti sono in parte pratici e in parte dedicati alla esegesi, etica e filosofia religiosa. Le sentenze esegetiche interpretavano passi difficili della Bibbia, del Talmud, e delle opere di autori più antichi, mentre i responsa pratici comprendevano decisioni di legge rituale, di diritto civile e matrimoniale, le relazioni comunitarie e le vicende politiche degli ebrei del suo tempo.[3]
  - I responsa di Solomon ben Adret si dividono in cinque parti. La prima parte (Bologna, 1539) contiene 1.255 responsa; la seconda parte, intitolata "Sefer Toledot Olam" (Livorno, 1654), ne contiene 405; la terza parte (ib. 1778) ne contiene 445; la quarta parte (Salonicco, 1803) ne contiene 330; la quinta parte (Livorno, 1805) ne contiene 298. Altri suoi responsa vengono inclusi nel succitato "She'elot u-Teshuvot". Si possono qui citare alcuni esempi: quando gli venne chiesto circa molte divergenze nel Libro delle Cronache e altri libri biblici, Solomon rispose come segue (I, nr. 12):[9] "Un cambiamento nella fraseologia senza un'alterazione di significato non deve sorprendere. Anche nel Pentateuco si trovano apparenti discrepanze di questo tipo, come [per esempio] uno dei figli di Simeone è chiamato Sochar in Genesi 46:10[10] e Esodo 6:15[11] e Zerah in Numeri 26:13[12], ma poiché entrambi i nomi significano 'magnifico', la doppia nomenclatura viene così spiegata." Nel responsum nr. 395[13] Solomon ben Adret descrive la sua abolizione di diverse costumanze superstiziose, una delle quali era di uccidere un vecchio gallo e attaccarne la testa alla porta in occasione della nascita di un bambino (maschio). Degno di particolare nota è il responsum nr. 548,[14] in cui fornisce una decisione in merito ad un bellissimo bambino di Ávila, che inizialmente era stato un ritardato, ma successivamente cadeva spesso in trance e componeva scritti che diceva gli fossero comunicati da un angelo.[3]
- Il principale rappresentante della scuola tedesca nel tredicesimo secolo fu Rabbi Meir ben Baruch di Rothenburg (detto il Maharam). Molti dei suoi responsa sono stati conservati, con la raccolta più antica intitolata "She'elot u-Teshubot" (Cremona, 1557)[15] con 315 responsa, mentre un altro corpus, che contiene 1.022 responsa, apparve con lo stesso titolo a Praga nel 1608.[16] Una raccolta di responsa inediti fu pubblicata a Lemberg nel 1860 e 1891. Il rabbino Moses Bloch pubblicò a Berlino un nuovo corpus di responsa inediti di Meïr di Rothenburg col titolo "Sefer Sha'are Teshubot Maharam."[3][17] Maharam notoriamente ebbe a sentenziare che un uomo non può colpire la moglie "dato che non può colpire un uomo a cui non deve rispetto, mentre a maggior ragione deve rispettare la [propria moglie]...".[18] Il particolare interesse dei responsa di Meir è l'immagine che danno della condizione degli ebrei tedeschi del suo tempo e delle loro sofferenze a causa dei capricci dei principi e della pesante tassazione. Le collezioni dei responsa di Meir di Rothenburg contengono anche le sentenze di altri rabbini precedenti e contemporanei della scuola franco-tedesca.[3]

### XIV secolo
I principali rappresentanti del XIV secolo furono Asher ben Jehiel (detto il RoSH) e Isaac ben Sheshet Barfat.
- I responsa del RoSH apparvero inizialmente a Costantinopoli nel 1517 col titolo "She'elot u-Teshubot,"[19] mentre un'edizione ampliata fu pubblicata a Venezia nel 1607.[20] Questa raccolta di responsa è organizzata secondo 108 temi, ognuno dei quali ha un capitolo speciale, chiamato "kelal", mentre in testa ad ogni rubrica si trova un résumé dei suoi contenuti e un elenco numerico dei responsa che trattano di ogni materia. Tale struttura comunque non fu opera dello stesso Asher, ma probabilmente preparata da uno dei suoi studenti, forse suo figlio Rabbi Judah. Dai responsa di Rabbi Asher si possono dedurre molte usanze particolari delle comunità spagnole. Ad una domanda indirizzatagli da Burgos, Asher rispose (nn. 68, 10)[21] che secondo la legge talmudica non si potevano eseguire arresti per cause di debito, anche in quei casi in cui il debitore aveva messo in pegno la propria persona, sebbene d'altra parte egli notasse che era abitudine delle comunità spagnole di imprigionare chi ometteva di pagare la sua quota di tasse reali finché il debito non venisse estinto.[3]
- I 518 responsa di Isaac ben Sheshet furono pubblicati a Costantinopoli negli anni 1546-47 col titolo "She'elot u-Teshuvot".[22] Questi responsa contengono molte disquisizioni illustrative delle condizioni dell'epoca, tra cui le sentenze sulle relazioni matrimoniali e coniugali nel caso di ebrei che fossero stati battezzati forzatamente, come anche altre decisioni in merito per coloro che erano stati costretti ad accettare il Cristianesimo (per es., nn. 1,[23] 4,[24] 6,[25] 11,[26] 12,[27] 43[28]). Particolarmente interessanti sono i responsa che descrivono le tradizioni e regolamenti prevalenti nelle comunità di quel periodo, come al nr. 158,[29] che contiene un resoconto degno di nota sui sette giorni di lutto dopo la morte di un parente.[3]

## GliAcharonim
Questa sezione riguarda i responsa scritti durante i secoli XV-XVIII e comprende i responsa di rabbini italiani, turchi, tedeschi e polacchi. Questo periodo è il più ricco nella letteratura dei responsa. Sarebbe quindi impossibile enumerare tutte le collezioni, che sono di vasto numero: questa sezione presenta quindi solo una rassegna dei principali rappresentanti di ogni secolo e di ogni rispettivo paese.

### Caratteristiche
Queste sentenze sono differenti da quelle dei precedenti periodi per quanto riguarda la natura dei problemi esposti, il metodo di trattamento e l'organizzazione delle materie.
- Dal momento che i decisori ora appartenevano agli Acharonim (successive autorità rabbiniche) e non godevano più dell'indipendenza dei Rishonim (autorità rabbiniche precedenti), cercarono di basare le loro decisioni sulle autorità più antiche. Il campo era già stato accuratamente elaborato e i decisori erano quindi obbligati ad averlo studiato in tutti i suoi aspetti e di aver fatto una attenta ricerca sulla domanda inquisita.[3]
- In passato le domande erano state dedicate a molte aree del sapere, sacre e profane, che coinvolgevano temi halakhici ed esegetici, nonché problemi etici e filosofici, in modo che non vi era materia di attività o pensiero su cui i responsa non potessero spaziare. D'altronde in questo periodo i responsa erano limitati quasi esclusivamente a norme di legge. Dal momento che la pronuncia della sentenza era considerata come un dovere religioso e dal momento che nella maggior parte dei paesi gli ebrei non erano disposti a sottomettersi ad un tribunale non ebraico, le questioni giuridiche formano una gran parte dei responsa.[3]
- Nelle sentenze più antiche la sequenza sistematica mancava quasi del tutto, ma i responsa del nuovo periodo ebbero come modelli l'"Arba'ah Turim" di Yaakov ben Asher e, dopo il XVI secolo , lo Shulkhan Arukh di Yosef Caro, in modo che molti dei responsa furono organizzati in base a queste due opere, mentre tra gli studiosi successivi questa pratica divenne la regola fissa.[3]
- Mentre le decisioni delle epoche precedenti erano stati così chiare che il lettore poteva facilmente seguirle, i responsa di questo periodo cambiarono completamente, a causa dei metodi pilpulistici, che erano venuti in voga a partire dalla metà del XV secolo nello studio del Talmud. Anche le opere halakhiche vennero inserite nella letteratura dei responsa. I responsa sono quindi notevoli per la sottile e minuziosa dialettica che li caratterizza e spesso sono privi di lucidità.[3]

### XV secolo
- I più importanti decisori del XV secolo furono Israel Isserlein e Israel Bruna.[3]
  - La raccolta di responsa di Israel Isserlein, "Terumat ha-Deshen", comprende 354 decisioni, che sono importanti per descrivere molte delle caratteristiche del tempo. Tra questi ce ne sono diversi (nn. 341-346) che discutono la suddivisione delle tasse e dei relativi accertamenti, mentre altri responsa trattano del comportamento osservato verso gli apostati pentiti (nr. 198). Particolarmente interessante è il responsum (nr. 197) dedicato al problema se gli ebrei potessero travestirsi e camuffarsi in modo tale da sfuggire al riconoscimento nei paesi in cui per loro era assolutamente vietato risiedere.[3] Isserlein era inoltre indulgente nei casi di vedove alle quali mancava il documento di divorzio (agunah).[30]
  - I responsa di Israel Bruna, intitolati "She'elot u-Teshuvot" (Stettino, 1860),[31] similmente contengono interessanti allusioni alle condizioni dell'epoca, come nel caso del nr. 71,[32] che discute del problema se gli ebrei potessero frequentare le corse dei cavalli.[3]
- In Italia i maggiori rappresentanti del XV secolo furono Joseph Colon e Judah Minz.[3]
- Specialmente importanti nella letteratura dei responsa di questo secolo furono i rabbini turchi, tra cui i principali furono Jacob Berab, Levi ibn Habib, Elijah Mizrachi e Moses Alashkar. I responsa di Moses Alashkar (stampati a Sabbioneta nel 1554)[33] discutono se un convertito all'Ebraismo possa essere costretto dal tribunale provinciale a concedere alla moglie ebrea un ghet (documento di divorzio) secondo la procedura ebraica (nr. 75, pp. 136b-137a), e la questione della copertura della testa e nascondimento dei capelli nel caso di una donna sposata (nr. 35, pp. 94 et seq.)[3]

### XVI secolo

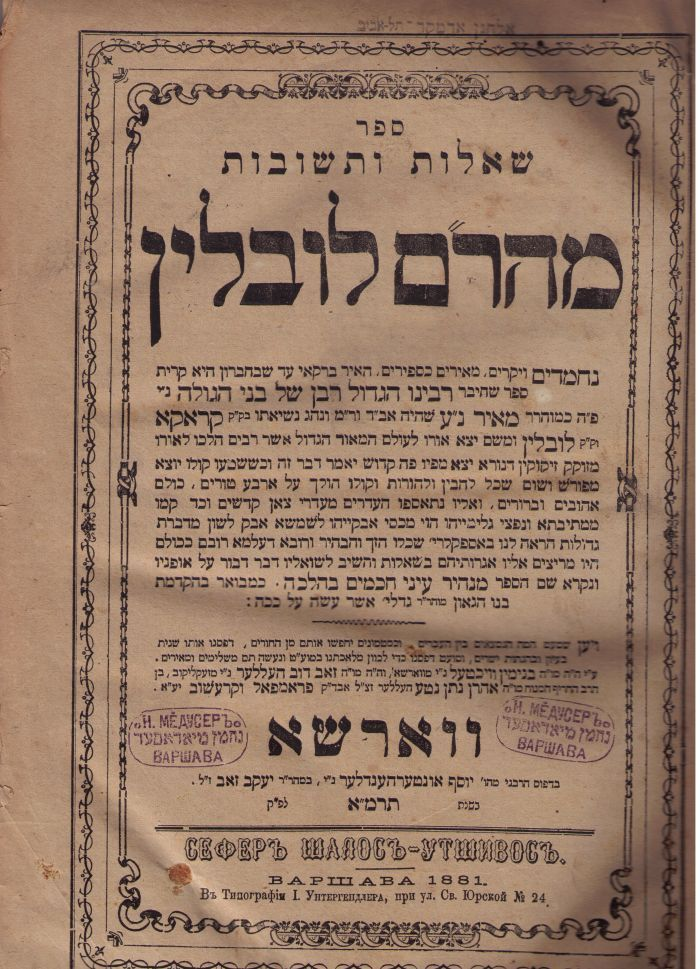
I responsa di Meir Lublin

I principali rappresentanti polacchi del XVI secolo furono Moshe Isserles, Solomon Luria e Meir Lublin; i responsa di questi studiosi gettano un raggio di luce sulla condizione degli ebrei del periodo, che evidentemente ebbero alto rango in Polonia ed erano familiari anche nelle arti militari, in quanto offrivano di sovente i loro servizi al duca o al principe allo scoppio di una guerra (cfr. responsum nr. 43 di Meir Lublin).
- Tra i decisori turchi di questo periodo si annoverano Yosef Caro, Joseph ibn Leb, Samuel de Medina e David abi Zimra. I responsa di quest'ultimo, contenuti in diverse raccolte, sono caratterizzate da chiarezza e logica rigorosa. Se ne nota uno (IV. 92) particolarmente interessante in quanto discute del problema se un ebreo possa abiurare la propria religione ed accettare l'Islam quando minacciato di morte. Abi Zimra considera la questione in dettaglio e determina i casi nei quali l'ebreo può salvarsi la vita così, e le contingenze dove egli debba invece scegliere la morte.[3]
- Il solo decisore italiano d'importanza nel XVI secolo fu Menahem Azariah da Fano, i cui responsa furono editi a Dyhernfurth nel 1788.[3][34]

### XVII secolo
Nel XVII secolo rabbini di varie nazioni preparavano responsa, ma gli studiosi polacchi erano la stragrande maggioranza impegnata in questa attività esegetica.
- Il maggiore rappresentante tedesco della letteratura di responsa fu Jair Hayyim Bacharach.[3]
- Tra i decisori italiani il più importante fu Samuele Aboab, le cui decisioni apparvera a Venezia nel 1702 col titolo "Debar Shemu'el".[3][35]
- Tra le autorità turche si annoverano Joseph Trani e Jacob Alfandari, i cui responsa, intitolati "Muẓẓal me-Esh", furono pubblicati a Costantinopoli nel 1718.[3]
- I principali rabbini polacchi del XVII secolo che scrissero responsa furono Aaron Samuel Kaidanover e Menahem Mendel Krochmal. Le decisioni del primo, che furono pubblicate a Francoforte sul Meno nel 1683 col titolo "Emunat Shemu'el",[36] danno un'idea delle gravi condizioni in cui versavano gli ebrei tedeschi dell'epoca. I responsa di Menahem Mendel Krochmal apparvero postumi; il suo responsum più notevole è quello (nr. 2) in cui decide in favore del suffragio universale della comunità, senza distinzione tra ricchi e poveri, tassati e non, dotti e ignoranti, ma dando a tutti una parte uguale nella scelta del rabbino, del Dayan e del presidente della sinagoga.[3]

### XVIII secolo
Sebbene nel XVIII secolo vari rabbini preparassero responsa in molte nazioni, i più importanti erano anche in questo secolo i responsa degli studiosi polacchi.
- Il maggiore rappresentante della Germania fu Jacob Emden, i cui responsa formano una raccolta intitolata "She'elot Ya'abetz" (Leopoli, 1884).[3][37]
- Tra gli studiosi di spicco in Polonia si contano Meir Eisenstadt e Ezekiel Landau.[3]
  - I Responsa di Meir Eisenstadt, intitolati "Panim Me'irot" ne contengono uno (II, nr. 152) di rilievo, dove la sentenza condanna come arroganza presuntuosa la pratica di indossare indumenti bianchi secondo la moda dei cabalisti, mentre l'usanza generale era quella di vestirsi di nero.[3]
  - La collezione dei responsa di Ezekiel Landau, nota come "Noda' bi-Yehudah", era stimata da rabbini e studiosi poiché si distingueva sia per la sua discussione logica sia per la sua indipendenza in merito alle decisioni di autorità tarde, dove invece dava preferenza agli scritti di studiosi più antichi.[3]

## XIX secolo e inizi XX secolo
In questo periodo, molti responsa hanno a che fare con problemi tratti dall'esperienza moderna. I responsa furono ispirati dalla crescita economica, resi necessari dai movimenti sociali e progressi nella tecnologia, che portavano cambiamenti radicali nella vita e condizioni di vita degli ebrei in diversi paesi, così come all'interno di correnti ebraiche, ad esempio quelle dell'Ebraismo riformato e del sionismo.
I movimenti di riforma dell'Ebraismo provocarono molti responsa in risposta alle questioni relative alla collocazione del bimah (piattaforma della sinagoga), degli accompagnamenti con l'organo, della copertura della testa in sinagoga, della separazione tra uomini e donne in sinagoga (nell'Ebraismo conservatore) e delle preghiere in vernacolo.
Gli insediamenti ebraici in Palestina diedero occasione alla preparazione di molti responsa su questioni di connesse all'agricoltura e orticoltura in Terra santa, tra cui i problemi della cessazione dal lavoro nei campi durante l'Anno sabbatico (shmita) e l'uso degli etrog di Israele.
I seguenti sono alcuni esempi rappresentativi:
- In un responsum ("Hatam Sofer, Orah Hayyim," nr. 28) il rabbino tedesco Moses Sofer (1762–1839) discute il problema se la "bimah" debba essere rimossa dal centro e posta vicina all'Aron haQodesh, come accade ora in tutte le sinagoghe riformate e anche in molte dell'Ebraismo ortodosso, cosa che fu allora interdetta come innovazione. In un altro responsum (ib. "Yoreh De'ah," nr. 128) dibatte se ad uno scultore ebreo fosse permesso dalla sua religione di scolpire figure umane.[3]
- In un responsum il posek polacco Joseph Saul Nathanson (1808–1875) discute il problema del trasferimento di una salma da un luogo di sepoltura ad un altro ("Sho'el u-Meshib," I., nr. 231). In un altro responsum (ib. III., nr. 373) risponde affermativamente alla domanda inviatagli da New York che chiedeva se una chiesa protestante potesse essere convertita in sinagoga.[3] Fu inoltre uno dei primi a permettere l'utilizzo di macchinari per la cottura della Matzah.[38]
- Rabbi Isaac Schmelkes emise una decisione ("Bet-Yitzchak," I., Przemyśl, 1901, nr. 29)[39] sulla questione del matrimonio civile, che è permesso dalle leggi ungheresi tra ebrei e gentili e discusse anche (ib. II., Przemysl, 1895, nr. 31) se la luce elettrica possa essere usata durante Hanukkah e (ib. nr. 58) se il telefono o il fonografo possa essere utilizzato durante lo Shabbat.[3]

In aggiunta alle raccolte di responsa già citate, importanti esempi di letteratura responsale del XIX secolo includono: la raccolta "Ḥesed le-Abraham" di Abraham Te'omim (Leopoli, 1898), il "Ketab Sofer" di Abraham Samuel Benjamin Sofer (Bratislava, 1873-84), e il "Be'er Yiẓḥaḳ" di Isaac Elhanan Spektor (Königsberg, s.d.).

## XX secolo

### Responsa dell'Ebraismo ortodosso
Nell'Ebraismo ortodosso contemporaneo, i responsa rimangono un canale primario tramite cui le decisioni halakhiche vengono promulgate e comunicate. Significative raccolte di responsa del XX secolo includono quelle di Moshe Feinstein, Ovadia Yosef, Eliezer Waldenberg e Yechiel Yaakov Weinberg.
Responsa contemporanei trattano sia di questioni tradizionali sia di fenomeni associati agli sviluppi moderni sociali, religiosi, medici e tecnologici. Per esempio, l'astronauta israeliano Ilan Ramon notò che, mentre orbitava la Terra, lo Space Shuttle eseguiva un ciclo giorno/notte approssimativamente ogni novanta minuti. Quindi Ramon chiese se dovesse osservare lo Shabbat secondo il tempo orario terrestre, o segnarlo una volta ogni sette cicli giorno/notte (dieci ore e mezza). Inoltre, se secondo il tempo terrestre, allora su quale luogo della Terra doveva basarsi? I rabbini decisero che doveva celebrare lo Shabbat secondo i tempi terrestri, basati sul luogo di partenza – Cape Canaveral.

### Responsa dei conservatori e masorti
L'Ebraismo conservatore sostiene che l'Ortodossia ha deviato dal giudaismo storico attraverso un'eccessiva preoccupazione per le recenti codificazioni della legge ebraica. I rabbini conservatori si adoperano in maniera costante di usare le fonti storiche per determinare che tipo di cambiamenti si siano verificati, come e perché si siano verificati e in quale contesto storico. Con queste informazioni credono di poter capire il miglior modo per interpretare e applicare la legge ebraica alle condizioni odierne. Tuttavia, come per l'Ortodossia, non vi è uno specifico organismo giuridico che parli a nome di tutti gli ebrei conservatori nell'ambito della loro comunità religiosa. Definito in senso stretto come "movimento conservatore", l'Ebraismo conservatore ha due comitati giuridici: negli USA esiste il Comitato per la Legge & Standard Ebraici dell'Assemblea Rabbinica e, nello Stato di Israele c'è il Vaad Halakhah del Movimento Masorti.